# پیرس (نبراسکا)
پیرس(به انگلیسی: Pierce) شهری در ایالت نبراسکا کشور ایالات متحده آمریکا است که جمعیت آن در سرشماری سال ۲۰۱۰ میلادی، ۱٬۷۶۷ نفر بوده‌است.